# Supreme
«Supreme» (рус. «Большая любовь», «Любовь навек») — песня Робби Уильямса, изданная в 2000 году и являющаяся третьим синглом с его альбома «Sing When You’re Winning». Она включает в себя интерполяции из песни Глории Гейнор «I Will Survive» (1978), а также в ней прослеживается некое сходство с песнью Сольвейг у Эдварда Грига (по мотивам драмы Ибсена «Пер Гюнт»). Позже Уильямс вспоминал, что во время своего путешествия по Швейцарии около 2000 года встречавшиеся ему туристы, на каком бы языке они не говорили, часто напевали строчки из этой песни. Мелодия в начале композиции, сыгранная на струнных инструментах, является семплом из саундтрека Франсуа де Рубэ к фильму «Последнее известное место жительства» режиссёра Жозе Джованни.
Песня стала основной темой польского сериала Londyńczycy, выходящего на широких экранах с конца 2008 года.

## Музыкальный клип
Видео на песню называлось «Гонки джентльменов» и является некой данью уважения гонщику Формулы-1 Джеки Стюарту. Певец изображает вымышленного персонажа Боба Уильямса, стремящегося выиграть мировой чемпионат 1970 года по гонкам. Уильямс попадает в аварию, но успевает реабилитироваться в самые короткие сроки. Но в конечном счёте он все равно теряет титул и надежду выиграть, так как его перед началом настигает диарея, а потом он не может появиться на старте из-за того, что по нелепой ошибке менеджера оказывается запертым в своём трейлере, так как тот был уверен, что там уже пусто.
Чтобы создать в клипе практически идеальную иллюзию гонки за титул чемпиона, отснятый материал с Уильямсом при помощи компьютерных технологий объединили с кадрами кинохроники Джеки Стюарта. В клипе широко используется техника разделения, какую часто можно увидеть в видео 60-70 годов. Сцены с Робби Уильямсом представлены в желтоватой, зернистой текстуре, чтобы все выглядело оригинально как и снятые на 35мм целлулоидную плёнку кадры с Джеки Стюартом. В качестве ещё одного известного клише берутся фальшивые газетные заголовки, чтобы помочь раскрыть историю целиком.

## Успех
Песня вошла в десятку лучших в Великобритании, Швейцарии, Австрии, Новой Зеландии и других странах. В России песня получила премию «Рекордъ» в номинации «Зарубежный радиохит». Песня была записана на французском и выпущена во Франции, получив там золото SNEPP.

## Каверы
- Песня британской группы McFly «I Need A Woman» из альбома 2010 года «Above The Noise» включает в себя семплы из «Supreme».

## Чарты
| Чарты (2000)                     | Высшая позиция/ |
| -------------------------------- | --------------- |
| Austrian Singles Chart           | 3               |
| New Zealand Singles Chart        | 3               |
| Belgian (Wallonia) Singles Chart | 4               |
| Italian Singles Chart            | 4               |
| Swiss Singles Chart              | 4               |
| UK Singles Chart                 | 4               |
| Irish Singles Chart              | 10              |
| Norwegian Singles Chart          | 11              |
| French Singles Chart             | 12              |
| Australian Singles Chart         | 14              |
| German Singles Chart             | 14              |
| Swedish Singles Chart            | 14              |
| Dutch Singles Chart              | 16              |
| Finnish Singles Chart            | 16              |
| Belgian (Flanders) Singles Chart | 29              |